# Francesco Moles
Francesco Moles, duca di Parete (Napoli, ... – Napoli, 26 dicembre 1713), è stato un politico, nobile e diplomatico italiano.

## Biografia
Nato a Napoli nella prima metà del Seicento, Francesco Moles era figlio del nobile Diego e di sua moglie, Adriana Cacciottoli; suoi fratelli furono Annibale, comandante delle truppe napoletane a Milano e comandante poi dell'assedio di Messina ed in Grecia nel 1686, ed Antonio.
Intrapresa la carriera nell'ambito della giurisprudenza a Salerno, dove divenne uditore fiscale e successivamente a Napoli dove fu avvocato dei poveri. Il 23 maggio 1666 venne prescelto quale giudice della Gran Corte della Vicaria, dove seppe conquistarsi la fiducia del viceré Pedro Antonio de Aragón, il quale nel febbraio del 1671 lo nominò "apposentatore", ovvero responsabile degli alloggiamenti dei soldati dell'esercito napoletano. Sotto il patronato del successivo viceré Antonio Pedro Sancho Dávila y Osorio, venne nominato commissario di Campagna nella provincia di Terra di Lavoro dove si dedicò attivamente alla repressione della criminalità locale.
Arricchitosi nel frattempo ed alla ricerca di una posizione di rilievo, il 2 aprile 1675 ottenne da Marino Caracciolo, principe di Torella, il feudo di Parete a cui appoggiò il titolo di duca dal 15 aprile successivo.
Entrato in conflitto nel marzo del 1677 con Vincenzo Tuttavilla, duca di Calabritto e maestro di campo generale dell'esercito napoletano nonché viceré di Sardegna, venne trasferito a Trani per ordine del viceré Fernando Fajardo y Álvarez de Toledo, ma anche qui ebbe modo di distinguersi per rettitudine ed abilità nell'amministrazione.
Nel maggio 1678 venne chiamato nel ducato di Milano come visitatore per conto del governo spagnolo e partì quindi alla volta di Venezia per poi giungere alla capitale lombarda, divenendo due anni più tardi presidente del consiglio supremo d'Italia, carica che mantenne sino al luglio del 1682. Il 28 luglio di quello stesso anno venne infatti nominato alla carica di gran cancelliere del ducato di Milano, rimanendo tale sino al 1686. In questi anni, infatti, si era legato moltissimo alla figura di Juan Tomás Enríquez de Cabrera, governatore dello stato di Milano, il quale, caduto in disgrazia, portò poco dopo al decadimento anche del Moles.
Tornato a Napoli, divenne reggente della cancelleria locale, divenendo poi "grassiere" sino alla fine del 1689, sempre ad ogni modo propendendo a favore dell'aristocrazia cittadina napoletana a svantaggio del popolo. Nel 1690 venne nominato deputato del Tesoro di San Gennaro.
Deciso anti-curialista, fu vicino alle posizioni del filosofo e giurista Nicola Caravita, ma si scontrò anche per questo col presidente del Sacro Consiglio, Felice Lanzina y Ulloa, motivo per cui venne trasferito nuovamente, questa volta a Genova, come inviato particolare dal 7 giugno 1694. Nel 1696 divenne formalmente ambasciatore anche a Venezia.
All'inizio del 1700 divenne ambasciatore alla corte di Vienna, pur rimanendo comunque molto legato alla figura di re Carlo II di Spagna ed a Leopoldo I del Sacro Romano Impero. Alla morte del sovrano spagnolo, ad ogni modo, quando il governo madrileno decise di non pagargli più lo stipendio come ambasciatore, si schierò apertamente per la causa dell'arciduca Carlo d'Asburgo, pretendente alla corona spagnola e competitore del futuro Filippo V di Spagna.
Dopo la scoperta della congiura di Macchia, venne arrestato il 23 ottobre 1701 dalle autorità imperiali per rappresaglia contro l'imprigionamento del barone di Chassignet. Secondo alcuni storici, ad ogni modo, tale arresto fu solo formale in quanto, vedendolo "fuori dai giochi" i suoi nemici politici non avrebbero sospettato che il Moles fosse ancora impegnato nelle trame per favorire l'arciduca Carlo alla successione del trono spagnolo. Per tutta risposta, ad ogni modo, nel novembre del 1702 Filippo V lo dichiarò ribelle a Milano e gli sequestrò tutti i beni di famiglia, incluso il feudo di Parete. In risposta a questo gesto, il 19 marzo 1703 pubblicò a Vienna un documento in più lingue nelle quali narrava la sua versione dei fatti.
Il 25 marzo 1703, ormai costretto ad emergere allo scoperto, Francesco Moles venne nominato consigliere di stato e di gabinetto dall'imperatore Leopoldo I, cariche che mantenne anche nel 1706 col nuovo imperatore Giuseppe I, che lo nominò nel giugno di quell'anno ambasciatore straordinario a Barcellona. Continuò ad ogni modo a rimanere fedelmente legato all'arciduca Carlo, del quale perseguì alcuni interessi matrimoniali, attirando comunque notevoli sospetti alla corte imperiale, dalla quale era riuscito a strappare per sé la nomina a cardinale, prontamente contrastata e ritrattata dal papa.
Quando alla metà di luglio del 1707, gli austriaci occuparono Napoli, il Moles si portò a Barcellona dove sperava a ragione di poter ottenere la carica di primo ministro, ma lo stesso arciduca Carlo come sovrano spagnolo si impegnò invece per pianificarne la caduta in disgrazia. Nel 1708, mentre papa Clemente XI si rifiutava di riconoscere Carlo come legittimo sovrano di Spagna, sempre fedelmente, il Moles scriveva all'allora cardinale Vincenzo Maria Orsini che se il pontefice avesse perseguito tale ideale, sarebbe stato considerato isolato nella diplomazia europea che ormai, quasi all'unanimità, aveva riconosciuto Carlo quale nuovo sovrano del trono iberico.
Nel settembre del 1711, dopo l'incoronazione di Carlo al trono imperiale, rifiutò la carica di ambasciatore in Portogallo, disse, sentendosi tradito nelle sue aspettative dall'ex sovrano spagnolo. Decise quindi di tornare a Napoli dove morì il 26 dicembre 1713.

## Matrimonio e figli
Il 25 febbraio 1664, sposò con la contessa Maria Orsini di Oppido (morta il 25 dicembre 1697), dalla quale ebbe:
- Diego (20 maggio 1666-?), capitano delle truppe napoletane a Milano e in Catalogna
- Giovanni (10 maggio 1668- dicembre 1717), sposò Maddalena Trivulzio
- Caterina (29 gennaio 1677-?), sposò Fulvio Costanzo, principe di Colle d'Anchise